# Mike Allison
Michael David Allison, detto Mike (Hamilton, 4 agosto 1990), è un ex cestista canadese.